# Баховский архив
Баховский архив (нем. Bach-Archiv Leipzig) — центральный исследовательский и документационный центр в немецком городе Лейпциг, посвящённый жизни и творчеству композитора Иоганна Себастьяна Баха и его семьи.
Архив был основан 20 ноября 1950 года музыковедом Вернером Нойманном (нем. Werner Neumann, 1905—1991) в рамках празднования 200-летия со дня смерти Баха и преследовал цель собрать и архивировать все известные манускрипты композитора и документы, касающиеся его жизни и творческой карьеры. В настоящее время Баховский архив является одним из ведущих центром баховедения, предлагая работу в специализированной научной библиотеке. С 2008 года архив имеет статус ассоциированного института Лейпцигского университета.
Важной частью общественной работы архива является Баховский музей, а также организация ежегодного Баховского фестиваля и международного музыкального конкурса имени Баха.

## История
Изначально архив размещался в здании только что восстановленной после войны Старой ратуши, занимая с 1951 года помещения в Голисском дворце. С основанием зонтичной организации «Национальных исследовательских и памятных мест И. С. Баха в ГДР» Баховский архив стал его составной частью, потеряв свою автономность. В 1985 году последовал переезд в так называемый Бозе-хаус (нем. Bose-Haus) напротив церкви св. Фомы, где в том же году был открыт лейпцигский Баховский музей. После Объединения Германии архив в 1992 году вновь обрёл самостоятельность, и в 1998 году получил правовой статус общественного фонда.
Баховский архив является членом Конференции национальных культурных организаций (нем. Konferenz Nationaler Kultureinrichtungen, KNK), объединяющей наиболее значимые музеи, собрания и архивы восточной Германии, и как особо ценное национальное достояние внесён в так называемую Голубую книгу (нем. Blaubuch). Кроме того, архив и относящийся к его ведению Баховский музей являются частью городского музыкально-туристкого маршрута «Нотный след» (нем. Notenspur), в 2018 году получившего титул Европейского культурного наследия (англ. European Heritage Label).

## Директора архива
- 1950—1973: Вернер Нойманн
- 1974—1979: Ханс-Йоахим Шульце
- 1979—1991: Вернер Феликс
- 1992—2000: Ханс-Йоахим Шульце
- 2001—2013: Кристоф Вольф
- с 2014 года: Петер Вольны